# Pelegrina balia
Espèce
Pelegrina balia est une espèce d'araignées aranéomorphes de la famille des Salticidae.

## Distribution
Cette espèce est endémique des États-Unis. Elle se rencontre en Californie, en Oregon, au Washington, en Arizona et au Colorado.

## Description
Les mâles mesurent de 3,8 à 5,1 mm et les femelles de 4,7 à 6,1 mm.

## Publication originale
- Maddison, 1996 : Pelegrina Franganillo and other jumping spiders formerly placed in the genus Metaphidippus (Araneae: Salticidae). Bulletin of the Museum of Comparative Zoology, vol. 154, no 4, p. 215-368 (texte intégral).